# بویینسک، تاتارستان
شهر بویینسک، تاتارستان (به روسی: Буинск) در کشور روسیه و در جمهوری تاتارستان واقع شده‌است.